# مالينا جوشي
مالينا جوشي (بالنيبالية: मलिना जोशी)‏ هي متسابقة ملكة الجمال وعارضة نيبالية، ولدت في 27 يناير 1988 في Dharan ‏ في نيبال.

## روابط خارجية
- مالينا جوشي على موقع IMDb (الإنجليزية)
- مالينا جوشي على موقع قاعدة بيانات الفيلم (الإنجليزية)